# Carlos Alberto Nunes
Carlos Alberto da Costa Nunes (São Luís do Maranhão, 19 de janeiro de 1897 — Sorocaba, 9 de outubro de 1990) foi um médico, literato, poeta e tradutor brasileiro. Traduziu o teatro completo de Shakespeare, a Eneida de Virgílio, a Ilíada e a Odisseia de Homero e todos os diálogos de Platão.
Era tio do filósofo Benedito Nunes, que coordenou a edição de suas traduções dos diálogos platônicos.

## Vida
Filho de José Tito da Costa Nunes e Cândida Amélia da Costa Moura, fez os seus estudos primário e secundário em São Luís do Maranhão. Em 1920, formou-se pela Faculdade de Medicina da Bahia. Exerceu clinica no Acre, ainda em tempos da ferrovia Madeira-Mamoré.
Passou a residir no Estado de São Paulo, onde exerceu medicina no vilarejo de Bom Sucesso (hoje cidade de Paranapanema), em Angatuba, Tatuí, Santa Cruz do Rio Pardo, Fartura e Guaratinguetá, para, depois, definitivamente estabelecer-se na capital paulista, onde trabalhou até a aposentadoria no Instituto Médico Legal. Esse cargo de médico legista, obteve por concurso.

Quando de sua passagem por Angatuba, Carlos Alberto Nunes conheceu a jovem e viúva professora Filomena Turelli (1897-1983), filha de um paciente, o italiano Francesco Turelli. Como ele, o pai de sua futura esposa apreciava o estudo de história e literatura clássica. Após namoro, uniram-se Carlos e Filomena definitivamente em casamento realizado na cidade de Tatuí. Segundo depoimento de seu cunhado Ulisses: 
"Dr. Carlos era vindo de família de inteligentíssimos, porém todos padecentes de tuberculose. Naqueles tempos (início do século XX), quem morava em São Luís preferia ir fazer compras em Portugal do que vir até ao Rio de Janeiro, isso facilitado pela rota ser mais curta. Assim, numa dessas viagens feitas de navio ao velho continente, quando do percurso de retorno ao Brasil, seu pai já estava muito debilitado, veio falecer dessa doença. O funeral ocorreu em alto mar".
Filomena teria sido a maior incentivadora em suas primeiras tentativas como tradutor. O casal era bem considerado nos meios literários de São Paulo e, ao final de suas vidas, doaram uma rica obra homeriana à Academia Paulista de Letras. Ele também pertenceu ao Instituto Histórico e Geográfico de São Paulo.
Carlos Alberto Nunes veio a falecer em Sorocaba no dia 9 de outubro de 1990. Seus restos mortais foram levados ao local onde estão os de sua esposa, no cemitério municipal de Angatuba. No túmulo consta a frase: "UIXERUNTQUE MIRA CONCORDIA PERMUTUAM CARITATEM ET IN UIGEM SE ANTEPONENDO". Não deixou filhos.

## Sobre sua Obra
Em 1938 publicou pela editora Elvino Pocai o poema épico nacional "Os Brasileidas". Graças ao poema foi convidado a preencher a vaga na cadeira número cinco da Academia Paulista de Letras e isso se concretizou no dia 8 de março de 1956. Ali ele também viria trabalhar no quadro administrativo.
Júlio Dantas comentou certa vez: "O poeta é simplesmente extraordinário. Que dignidade de expressão, que nobreza de imagens, que alto sentido do estilo épico, que vigor e que movimento nas narrativas, que conhecimento substancial da língua, que domínio absoluto do verso branco, quase sempre escultural".
Um dos maiores legados deixados pelo escritor foi o trabalho como tradutor literário. Traduziu do alemão Clavigo e Stella de Goethe (1949), Judith de Christian Friedrich Hebbel (1969), do inglês o teatro completo de Shakespeare (1955), do latim a Eneida de Virgílio (1975) e do grego antigo a Ilíada e a Odisseia (1962), bem como as obras de Platão. Trata-se de enorme patrimônio deixado à cultura nacional brasileira.
Redigiu também os dramas Estácio (1971) e Moema (1950), além da obra Os Brasileidas.

### Corpus Platonicum
A tradução direta do grego do Corpus Platonicum (1973-1980) para a língua portuguesa por Carlos Alberto Nunes é obra de referência nas universidades brasileiras. Na edição, ele utilizou os textos em grego de Burnett (Platonis Opera, Oxford, 1892-1906), Friderici Hermann (Opera, Firmin Didot, 1891), Hirschigii (Platonis Opera, Firmin Didot, 1891) e da Société de Belles Lettres (Paris, 1920). Ademais, empregou a paginação de Stephanus/Burnet ao texto, o que explicitou à época o maior rigor de sua tradução.
A tradução foi publicada inicialmente em 14 volumes, entre 1973 e 1980, coordenada pelo sobrinho do tradutor, o filósofo Benedito Nunes, e editada pela Universidade Federal do Pará (UFPA). O primeiro volume era introdutório, com o título Marginália Platônica. Entre 1986 e 1988, houve uma reedição de três desses volumes. Entre 2000 e 2007, foi realizada uma reedição de outros sete volumes da obra. Em 2011, a UFPA iniciou uma nova reedição em 18 volumes e com texto bilíngue (grego-português), coordenada ainda por Benedito Nunes, até seu falecimento no mesmo ano, e pelo professor do ICJ/UFPA Victor Sales Pinheiro, tendo ainda a participação de Plinio Martins Filho como editor convidado.

### Ilíada e Odisseia
No caso da tradução da Ilíada e da Odisseia de Homero, Nunes conseguiu estabelecer uma rima inédita, feita diretamente a partir do grego antigo. Suas traduções de Homero são consideradas um paradigma tanto por filólogos quanto por helenistas no Brasil. No prefácio da edição da Ilíada, Nunes lembra da famosa questão homérica, comenta a posição de autores como Ulrich von Wilamowitz-Moellendorff, Christian Gottlob Heyne e Heinrich Pestalozzi (no livro: "Die Achilleis als Quelle der Ilias") e, por fim, rejeita a unidade "intransigente" dos poemas (Ilíada e Odisseia), defendendo a Escola Analítica e o seu método. Ali ele explica:
| “ | O método analítico, fazendo ressaltar os temas e aprofundando os motivos poéticos, permite-nos surpreender o poeta, ou os poetas, no próprio ato de sua criação. | ” |

### Teatro Completo de Shakespeare
Em 1954 Nunes termina a tradução da obra de Shakespeare, originalmente publicada pela editora "Melhoramentos". O tradutor certamente não é o primeiro a traduzir Shakespeare, mas é o primeiro a traduzir a obra completa em português. Para tanto, utilizou na tradução da prosa e de versos decassílabos heroicos. Em 2008, a editora Agir publica, agora em três volumes reunidos, o Teatro Completo de Shakespeare, totalizando 1912 páginas.

## Obras

### Como autor
- Os Brasileidas (1931, pela São Paulo Editora; 1938, pela Editora Elvino Pocai; 1962, pela Edições Melhoramentos)
- Moema (1950, pela Atena Editora)
- Beckmann (edição particular)
- Estácio (1971, pela Edições Melhoramentos)
- Adamastor ou O Naufrágio de Sepúlveda (1972, edição particular)
- História da Academia Paulista de Letras
- Pindorama ou O Brasil Restaurado (1981, edição particular)

### Como tradutor
- Clávigo (traduzido de Goethe)
- Ifigênia em Tauride (ano 1964 Goethe-Instituto Hans Staden)
- Tragédias (traduzido de Friedrich Hebbel - Editora Melhoramentos)
- Shakespeare (tradução da obra completa - Editora Melhoramentos)
- Ilíada (traduzido do grego antigo - Editora Melhoramentos)
- Odisseia (traduzido do grego antigo - Editora Melhoramentos)
- Diálogos de Platão (tradução em 14 volumes, Editora da Universidade do Pará - Universidade Federal do Pará):
  - Marginália Platônica: volume introdutório à edição completa dos diálogos
  - Volume 1-2: Apologia de Sócrates - Critão - Menão - Hípias Maior
  - Volume 3-4: Protágoras - Górgias - O Banquete - Fedão (2a. edição, Belém: EDUFPA, 2002 - ISBN 85-247-0216-8)
  - Volume 5: Fedro - Cartas - o Primeiro Alcibíades
  - Volume 6-7: A República (3a. edição, Belém: EDUFPA, 2000 - ISBN 85-247-0195-1)
  - Volume 8: Parmênides - Filebo
  - Volume 9: Teeteto - Crátilo (3a. edição, Belém: EDUFPA, 2001 - ISBN 85-247-0205-2)
  - Volume 10: Sofista - Político - Apócrifos duvidosos
  - Volume 11: Timeu - Crítias - O segundo Alcibíades - Hípias Menor
  - Volume 12-13: Leis e Epínomis
- Eneida (traduzida de Virgílio)
- A Amazônia - Tragiepopeia em 4 jornadas (traduzido do espanhol - Editora Artenova Ltda.)